# Folwarki Tylwickie (gromada)
Folwarki Tylwickie – dawna gromada, czyli najmniejsza jednostka podziału terytorialnego Polskiej Rzeczypospolitej Ludowej w latach 1954–1972.
Gromady, z gromadzkimi radami narodowymi (GRN) jako organami władzy najniższego stopnia na wsi, funkcjonowały od reformy reorganizującej administrację wiejską przeprowadzonej jesienią 1954 do momentu ich zniesienia z dniem 1 stycznia 1973, tym samym wypierając organizację gminną w latach 1954–1972.
Gromadę Folwarki Tylwickie z siedzibą GRN w Folwarkach Tylwickich utworzono – jako jedną z 8759 gromad – w powiecie białostockim w woj. białostockim, na mocy uchwały nr 11/V WRN w Białymstoku z dnia 4 października 1954. W skład jednostki weszły obszary dotychczasowych gromad Folwarki Tylwickie, Folwarki Wielkie, Małynka i Kołpaki ze zniesionej gminy Zabłudów w tymże powiecie. Dla gromady ustalono 13 członków gromadzkiej rady narodowej.
31 grudnia 1959 do gromady Folwarki Tylwickie przyłączono wsie Topolany, Tylwica, Potoka i Hoźna, kolonie Folwark-Tylwica, Krukowszczyzna i Wierch-Topolany, przysiółki Zatopolany i Kokotowo oraz obszar l.p. N-ctwa Żednia o pow. 44,69 ha ze zniesionej gromady Topolany.
Gromadę Folwarki Tylwickie zniesiono 1 stycznia 1972, a jej obszar włączono do gromad Michałowo (wsie Hoźna, Krukowszczyzna, Potoka, Topolany i Tylwica) i Zabłudów (wsie Kołpaki, Małynka, Folwarki Tylwickie i Folwarki Wielkie).